# Schwedischer Fußballpokal der Männer 2005
Der schwedische Fußballpokal 2005 (auch Svenska Cupen 2005 genannt) war die 50. Austragung des Fußballpokalwettbewerbs der Männer. Die 1. Runde begann am 20. März 2005. Das Finale fand am 29. Oktober 2005 im Råsundastadion von Solna statt.
Pokalsieger wurde Titelverteidiger Djurgårdens IF. Das Team setzte sich im Finale mit 2:0 gegen Zweitligist Åtvidabergs FF durch. Da Djurgårdens durch den Gewinn der Meisterschaft für die 2. Qualifikationsrunde der UEFA Champions League 2006/07 qualifiziert war, ging der Platz für den UEFA-Pokal an den unterlegenen Finalisten.

## Modus
Alle Begegnungen wurden im K.-o.-System ausgetragen. Bei unentschiedenem Ausgang gab es eine Verlängerung von zweimal 15 Minuten und gegebenenfalls ein Elfmeterschießen. In der 1. Runde traten 66 Mannschaften der dritten Spielklasse oder darunter gegeneinander an. In der 2. Runde kamen zwei weitere Drittligisten dazu, und den Mannschaften der Allsvenskan bzw. Superettan wurde jeweils ein Sieger der 1. Runde zugelost.

## Teilnehmer
| Fotbollsallsvenskan (14) (Level 1) | Superettan (15) (Level 2) | Division 2 (34) (Level 3) | Division 2 (34) (Level 3) |
| --- | --- | --- | --- |
| - Djurgårdens IF - IF Elfsborg - IFK Göteborg - Hammarby IF - Halmstads BK - Helsingborgs IF - Kalmar FF - Landskrona BoIS - Malmö FF - AIK Solna - GIF Sundsvall - Trelleborgs FF - Örebro SK - Örgryte IS | - Assyriska FF - Åtvidabergs FF - Bodens BK - IK Brage - IF Brommapojkarna - Väsby United 1 - Enköpings SK - Falkenbergs FF - Friska Viljor FC - GAIS Göteborg - Gefle IF - BK Häcken - IFK Norrköping - Östers IF - Västerås SK - Västra Frölunda IF | - Ängelholms FF - Anundsjö IF - Bunkeflo IF - Carlstad United BK - Degerfors IF - Enskede IK - BK Forward - Gamla Upsala SK - Jönköpings Södra IF - Husqvarna FF - Kinna IF - Kristianstads FC - Myresjö IF - Lunds BK - Malmö Anadolu BI - IFK Ölme - Östersunds FK | - Rynninge IK - Sandvikens IF - Skärhamns IK - Skellefteå AIK - IK Sleipner - Spårvägens FF - Syrianska FC - Tidaholms GoIF - Topkapi Konya KIF - FC Trollhättan - Tyresö FF - Vallentuna BK - Valsta Syrianska IK - Vasalunds/Essinge IF - IFK Värnamo - Växjö BK - Visby IF Gute |
| Division 3 (17) (Level 4) | Division 3 (17) (Level 4) | Division 4 (10) (Level 5) | Division 4 (10) (Level 5) |
| - Enhörna IF - Forssa BK - IK Fyris - IF Heimer - Kalmar AIK - Kubikenborgs IF - Lärje-Angereds IF - Limhamns IF - Linköpings FF                                                                            | - Ljungby IF - Melleruds IF - Sävast AIF - Söderhamns FF - Svenjunga IK - Tenhults IF - Värtans IK - Ystads IF FF | - Assi IF - Bara GoIF - Bureå IF - Kulladals FF - Långås IF | - Segeltorps IF - Skövde AIK - Tvååkers IF - Valtorps IF - IF Väster |
| Division 5 (2) (Level 6) | Division 6 (5) (Level 7) | Division 6 (5) (Level 7) | Division 6 (5) (Level 7) |
| - Jämjö GoIF - Kvibille BK | - IFK Arborga - Gammalkils IF | - Mölnlycke IF - IF Oden | - Sälen/S-Lima |

## 1. Runde
Teilnehmer: 32 Vereine der Division 2, 17 Vereine der Division 3, zehn Vereine der Division 4, zwei Vereine der Division 5 und fünf Vereine der Division 6. 
| Datum      |                        | Ergebnis              |                            |
| ---------- | ---------------------- | --------------------- | -------------------------- |
| 20.03.2005 | Tvååkers IF (V)        | 0:3                   | Malmö Anadolu BI (III)     |
| 28.03.2005 | IK Sleipner (III)      | 4:3                   | Syrianska FC (III)         |
| 28.03.2005 | Jämjö GoIF (VI)        | 1:4                   | Ystads IF FF (IV)          |
| 30.03.2005 | Enhörna IF (IV)        | 1:4                   | Valsta Syrianska IK (III)  |
| 02.04.2005 | Lärje-Angereds IF (IV) | 1:0                   | Skärhamns IK (III)         |
| 03.04.2005 | Segeltorps IF (V)      | 1:2 n. V.             | Topkapi Konya KIF (III)    |
| 03.04.2005 | BK Forward (III)       | 0:0 n. V. (5:6 i. E.) | Enskede IK (III)           |
| 06.04.2005 | Söderhamns FF (IV)     | 1:2                   | Sandvikens IF (III)        |
| 06.04.2005 | Tyresö FF (III)        | 0:4                   | Vallentuna BK (III)        |
| 09.04.2005 | Husqvarna FF (III)     | 3:1                   | IF Heimer (IV)             |
| 09.04.2005 | Kulladals FF (V)       | 1:7                   | Bunkeflo IF (III)          |
| 09.04.2005 | Långås IF (V)          | 0:4                   | Limhamns IF (IV)           |
| 09.04.2005 | Mölnlycke IF (VII)     | 1:3                   | Tidaholms GoIF (III)       |
| 09.04.2005 | IFK Värnamo (III)      | 3:3 n. V. (5:4 i. E.) | Kristianstads FF (III)     |
| 09.04.2005 | Kalmar AIK (IV)        | 2:0                   | Ängelholms FF (III)        |
| 09.04.2005 | Östersunds FK (III)    | 3:1                   | Kubikenborgs IF (IV)       |
| 09.04.2005 | IF Väster (V)          | 0:4                   | Melleruds IF (IV)          |
| 09.04.2005 | IFK Arborga (VII)      | 2:6                   | Forssa BK (IV)             |
| 09.04.2005 | Valtorps IF (V)        | 1:3                   | Tenhults IF (IV)           |
| 09.04.2005 | Skellefteå AIK (III)   | 3:0                   | Sävast AIF (IV)            |
| 09.04.2005 | IK Fyris (IV)          | 0:5                   | Vasalunds/Essinge IF (III) |
| 09.04.2005 | Växjö BK (III)         | 0:3                   | Lunds BK (III)             |
| 10.04.2005 | Bara GoIF (V)          | 2:0                   | Kvibille BK (VI)           |
| 10.04.2005 | Sälen/S-Lima (VII)     | 0:6                   | Carlstad United BK (III)   |
| 10.04.2005 | Värtans IK (IV)        | 3:3 n. V. (0:3 i. E.) | Visby IF Gute (III)        |
| 10.04.2005 | Linköpings FF (IV)     | 0:3                   | Degerfors IF (III)         |
| 10.04.2005 | Gamla Upsala SK (III)  | 0:0 n. V. (7:8 i. E.) | Spårvägens FF (III)        |
| 10.04.2005 | Ljungby IF (IV)        | 1:3                   | Kinna IF (III)             |
| 10.04.2005 | Skövde AIK (V)         | 2:1                   | Jönköpings Södra IF (III)  |
| 10.04.2005 | Gammalkils IF (VII)    | 0:2                   | Rynninge IK (III)          |
| 10.04.2005 | IF Oden (VII)          | 0:2                   | IFK Ölme (III)             |
| 10.04.2005 | Svenjunga IK (IV)      | 2:0                   | Myresjö IF (III)           |
| 14.04.2005 | Assi IF (V)            | 0:1                   | Bureå IF (V)               |

## 2. Runde
Teilnehmer: Die 33 Sieger der 1. Runde und alle 14 Mannschaften der Allsvenskan 2004, 15 Mannschaften Superettan 2004 und weitere zwei weitere Drittligisten (Anundsjö IF und FC Trollhättan).
| Datum      |                            | Ergebnis              |                         |
| ---------- | -------------------------- | --------------------- | ----------------------- |
| 19.04.2005 | Bara GoIF (V)              | 0:6                   | IK Sleipner (III)       |
| 19.04.2005 | FC Trollhättan (III)       | 0:0 n. V. (6:7 i. E.) | Väsby United (II)       |
| 19.04.2005 | Bureå IF (V)               | 0:2                   | Trelleborgs FF (I)      |
| 20.04.2005 | Visby IF Gute (III)        | 2:0                   | Friska Viljor FC (II)   |
| 20.04.2005 | Forssa BK (IV)             | 3:4 n. V.             | Tenhults IF (IV)        |
| 20.04.2005 | Skövde AIK (V)             | 0:1                   | Östersunds FK (III)     |
| 20.04.2005 | IFK Ölme (III)             | 1:1 n. V. (4:1 i. E.) | IK Brage (II)           |
| 20.04.2005 | Husqvarna FF (III)         | 0:7                   | IF Elfsborg (I)         |
| 20.04.2005 | Ystads IF FF (IV)          | 0:2                   | Halmstads BK (I)        |
| 20.04.2005 | Kinna IF (III)             | 1:2 n. V.             | Åtvidabergs FF (II)     |
| 20.04.2005 | Kalmar AIK (IV)            | 1:7                   | IFK Göteborg (I)        |
| 20.04.2005 | Melleruds IF (IV)          | 0:3 n. V.             | GAIS Göteborg (II)      |
| 20.04.2005 | Topkapi Konya KIF (III)    | 0:3                   | Landskrona BoIS (I)     |
| 20.04.2005 | Skellefteå AIK (III)       | 1:1 n. V. (4:2 i. E.) | IF Brommapojkarna (II)  |
| 20.04.2005 | Spårvägens FF (III)        | 1:2                   | Assyriska FF (II)       |
| 20.04.2005 | Vasalunds/Essinge IF (III) | 1:1 n. V. (4:3 i. E.) | Örebro SK (I)           |
| 20.04.2005 | Sandvikens IF (III)        | 1:2                   | Östers IF (II)          |
| 20.04.2005 | Lunds BK (III)             | 2:2 n. V. (5:3 i. E.) | Västra Frölunda IF (II) |
| 20.04.2005 | Anundsjö IF (III)          | 1:5                   | IFK Norrköping (II)     |
| 20.04.2005 | Vallentuna BK (III)        | 1:3                   | Malmö FF (I)            |
| 20.04.2005 | Tidaholms GoIF (III)       | 0:4                   | Bodens BK (II)          |
| 21.04.2005 | IFK Värnamo (III)          | 0:2                   | Hammarby IF (I)         |
| 21.04.2005 | Rynninge IK (III)          | 1:3                   | Djurgårdens IF (I)      |
| 21.04.2005 | Valsta Syrianska IK (III)  | 4:3 n. V.             | Falkenbergs FF (II)     |
| 21.04.2005 | Bunkeflo IF (III)          | 1:0                   | Västerås SK (II)        |
| 21.04.2005 | Limhamns IF (IV)           | 0:0 n. V. (4:5 i. E.) | BK Häcken (II)          |
| 21.04.2005 | Lärje-Angereds IF (IV)     | 0:0 n. V. (4:5 i. E.) | Kalmar FF (I)           |
| 21.04.2005 | Enskede IK (III)           | 2:0 n. V.             | Helsingborgs IF (I)     |
| 21.04.2005 | Svenjunga IK (IV)          | 0:2                   | Gefle IF (II)           |
| 21.04.2005 | Malmö Anadolu BI (III)     | 0:1 n. V.             | GIF Sundsvall (I)       |
| 21.04.2005 | Carlstad United BK (III)   | 0:3                   | AIK Solna (I)           |
| 21.04.2005 | Degerfors IF (III)         | 1:3                   | Örgryte IS (I)          |

## 3. Runde
Teilnehmer: Die 32 Sieger der 2. Runde
| Datum      |                            | Ergebnis |                     |
| ---------- | -------------------------- | -------- | ------------------- |
| 04.05.2005 | Valsta Syrianska IK (III)  | 0:4      | Örgryte IS (I)      |
| 04.05.2005 | Östersunds FK (III)        | 2:3      | Åtvidabergs FF (II) |
| 04.05.2005 | Assyriska FF (II)          | 2:1      | Gefle IF (II)       |
| 05.05.2005 | Halmstads BK ()            | 3:2      | Bodens BK (II)      |
| 05.05.2005 | Enskede IK (III)           | 3:1      | Visby IF Gute (III) |
| 05.05.2005 | Trelleborgs FF (I)         | 1:0      | AIK Solna (I)       |
| 05.05.2005 | Bunkeflo IF (III)          | 0:3      | GIF Sundsvall (I)   |
| 05.05.2005 | Vasalunds/Essinge IF (III) | 0:1      | IF Elfsborg (I)     |
| 05.05.2005 | Lunds BK (III)             | 1:4      | IFK Norrköping (II) |
| 05.05.2005 | Skellefteå AIK (III)       | 02:11    | IFK Göteborg (I)    |
| 05.05.2005 | Tenhults IF (IV)           | 0:1      | IFK Ölme (III)      |
| 05.05.2005 | Östers IF (II)             | 0:1      | BK Häcken (II)      |
| 05.05.2005 | IK Sleipner (III)          | 1:2      | GAIS Göteborg (II)  |
| 05.05.2005 | Väsby United (II)          | 0:2      | Djurgårdens IF (I)  |
| 05.05.2005 | Kalmar FF (I)              | 3:1      | Hammarby IF (I)     |
| 19.05.2005 | Landskrona BoIS (I)        | 1:3      | Malmö FF (I)        |

## Achtelfinale
| Datum      |                     | Ergebnis              |                    |
| ---------- | ------------------- | --------------------- | ------------------ |
| 01.06.2005 | IFK Ölme (III)      | 1:1 n. V. (5:4 i. E.) | Kalmar FF (I)      |
| 07.06.2005 | Örgryte IS (I)      | 1:1 n. V. (2:4 i. E.) | Assyriska FF (II)  |
| 09.06.2005 | IFK Göteborg (I)    | 1:2                   | IF Elfsborg (I)    |
| 10.06.2005 | Enskede IK (III)    | 1:5                   | Djurgårdens IF (I) |
| 30.06.2005 | Åtvidabergs FF (II) | 1:0                   | Trelleborgs FF (I) |
| 30.06.2005 | BK Häcken (II)      | 0:0 n. V. (4:3 i. E.) | Malmö FF (I)       |
| 07.07.2005 | IFK Norrköping (II) | 2:0                   | GIF Sundsvall (I)  |
| 13.07.2005 | GAIS Göteborg (II)  | 2:1                   | Halmstads BK (I)   |

## Viertelfinale
| Datum      |                     | Ergebnis                |                     |
| ---------- | ------------------- | ----------------------- | ------------------- |
| 22.07.2005 | IFK Ölme (III)      | 0:6                     | Djurgårdens IF (I)  |
| 03.08.2005 | Assyriska FF (II)   | 2:2 n. V. (10:11 i. E.) | IFK Norrköping (II) |
| 04.08.2005 | IF Elfsborg (I)     | 4:3 n. V.               | BK Häcken (II)      |
| 04.08.2005 | Åtvidabergs FF (II) | 1:1 n. V. (5:4 i. E.)   | GAIS Göteborg (II)  |

## Halbfinale
| Datum      |                     | Ergebnis |                     |
| ---------- | ------------------- | -------- | ------------------- |
| 08.09.2005 | Åtvidabergs FF (II) | 1:0      | IFK Norrköping (II) |
| 22.09.2005 | Djurgårdens IF (I)  | 2:1      | IF Elfsborg (I)     |

## Finale
| Paarung        | Djurgårdens IF – Åtvidabergs FF |
| Ergebnis       | 2:0 (1:0) |
| Datum          | 29. Oktober 2005 |
| Stadion        | Råsundastadion, Solna |
| Zuschauer      | 11.613 |
| Schiedsrichter | Martin Hansson |
| Tore           | 1:0 Toni Kuivasto (36.) 2:0 Tobias Hysén (89.) |
| Djurgårdens IF | Oskar Wahlström – Markus Johannesson, Toni Kuivasto, Fredrik Stenman, Matías Concha – Johan Arneng, Daniel Sjölund (71. Kári Árnason), Abgar Barsom – Tobias Hysén, Jones Kusi-Asare (64. Siyabonga Nomvethe), Mattias Jonson (77. Patrick Amoah) Cheftrainer: Kjell Jonevret |
| Åtvidabergs FF | Henrik Gustavsson – Eddie Ahman, Fredrik Elgström (87. Arsim Gashi), Daniel Hallingström, Richard Ekunde – Martin Jönsson Billenius, Imad Chhadeh, Yannick Bapupa, Kristian Bergström – Pontus Hydén, Sheriff Suma (80. Tommy Thelin) Cheftrainer: Magnus Pehrsson            |